# Federico Santander
Federico Javier Santander Mereles, né le 4 juin 1991 à San Lorenzo au Paraguay, est un footballeur international paraguayen qui évolue au poste d'attaquant.

## Jeune carrière
Santander a débuté dans la jeune division paraguayenne à Guaraní en faisant partie de l'équipe des moins de 20 ans, équipe qui a remporté le championnat amical qui s'est déroulé à Valence en Espagne. Après avoir remporté ce championnat amical des U20, Santander a attiré l'intérêt de plusieurs clubs dans le monde, notamment l'Inter de Milan, où il a effectué un essai, mais sans conséquences.

## Passage en pro

### Club Guaraní
À l'âge de 16 ans seulement, le 26 avril 2008, Santander fait ses débuts dans l'équipe professionnelle de Guaraní, ce qui fait de lui l'un des plus jeunes joueurs professionnels de l'histoire. Son premier match fut contre Tacuary : il marqua un but lors de ce match que son équipe emporta par 5 à 2.

### Prêt à Toulouse
Le 31 août 2010, il est prêté au club français de Ligue 1, le Toulouse Football Club pour une durée d'un an avec option d'achat,. Le 28 novembre 2010, Federico Santander inscrit son premier but dans le championnat de France lors de la victoire du TFC (2-1) à Auxerre. Par la suite il inscrit 2 buts au Stadium de Toulouse contre le Stade Malherbe de Caen le 4 décembre et contre le FC Lorient le 18 décembre. Le 12 mars 2011, il inscrit le seul but de la victoire du TFC contre le RC Lens, et remet ça 1 semaine plus tard contre Nice (1-1). Il est alors meilleur buteur du club, avec 5 buts. Malheureusement, l'aventure Toulousaine finit mal pour lui, puisque Federico part de Toulouse pour rejoindre sa sélection en stage, sans l'accord du TFC, car il se savait non conservé dans l'effectif Toulousain la saison prochaine, ce qui met un terme définitif a ses débuts européens dans le sud de la France.

## Carrière internationale
Le 28 septembre 2009, lors de la Coupe du monde des moins de 20 ans, Santander inscrit un but lors du 2e match face au pays organisateur, l'Égypte, les Paraguayens l'ont emporté par 2 à 1.
Le 9 octobre 2010, il fête première sélection  contre l'Australie (0-1) en entrant à la place de Nelson Valdez dans le dernier quart d'heure.

## Palmarès
- Championnat du Danemark : 2016 et 2017
- Coupe du Danemark : 2017